# Tim Raue
Tim Raue (Berlino, 31 marzo 1974) è un cuoco tedesco.

## Biografia
Tim Raue crebbe nel quartiere Kreuzberger di Berlino. Durante l'adolescenza fece parte della band 36 Boys.
Durante il suo secondo anno di formazione nel ristorante Chalet Suisse a Grunewald, Raue conobbe la sua futura moglie Marie-Anne. Egli lavorò dapprima al First Floor, per poi spostarsi, a 23 anni, come capocuoco al Rosenbaum e, in seguito, al Kaiserstuben.
Nel 2002 divenne chef nel ristorante 44 della catena di alberghi di lusso Swissôtel, dove sua moglie lavorava come dirigente del ristorante. Nel 2007 fu eletto dalla guida gastronomica Gault-Millau Chef dell’Anno. La cucina di 44 fu premiata con una stella Michelin e con 18 punti dalla Guida Gault Millau. Nel 2008 pubblicò un libro di cucina intitolato Aromen(r)evolution. Inoltre, sempre nel 2008, divenne direttore culinario nel lussuoso Hotel Adlon, che gestisce, alle spalle della Pariser Platzes a Berlino, cinque ristoranti. Lì aprì i ristoranti Ma Tim Raue (ispirato alla cucina cinese), Uma (ispirato alla cucina giapponese) e Shochu Bar. Dopo pochi mesi, Ma Tim Raue ottenne una Stella Michelin e 18 punti dalla Guida Gault Millau, mentre ad Uma furono riconosciuti 17 punti. Ma nel luglio del 2010 Ma Tim Raue dovette chiudere ed Uma andò in gestione a Stephan Zuber, dove dal settembre del 2009 lavorava come chef.
Nel settembre del 2010, Raue aprì a Berlino il ristorante Tim Raue, il quale nel 2012 ottenne due Stelle Michelin. Alla fine del 2018 la Guida Gault Millau assegnò al ristorante Tim Raue 19,5 punti. Sempre nel 2010 fu giudice del programma televisivo culinario Deutschlands Meisterkoch.
Il 16 maggio 2013 Tim Raue, che già possedeva Studio tim raue e gestiva Sra Bua by Tim Raue, aprì La Soupe Populaire, il suo terzo ristorante a Berlino. Nel 2013 la Guida Michelin gli assegnò un Bib Gourmand e la Guida Gault Millau 13 punti.
Nell’aprile del 2004 il ristorante Tim Raue fece il suo ingresso nella classifica britannica The World’s 50 Best Restaurants al 78º posto; nel 2016 salì al 34º posto. Nel 2016 e nel 2017 prese parte allo show culinario Kitchen Impossible e sostituì Tim Mälzer nel programma di RTL Wer wird Millionär?. Nella terza stagione della serie televisiva targata Netflix Chef’s Table, una puntata è dedicata a Tim Raue e alla sua evoluzione come chef.
Nel 2016 rese pubblica la sua separazione da Marie-Anne Raue. Nel luglio del 2017 si è sposato con la caporedattrice della rivista Rolling Pin, Katharina Wolschner.

## Riconoscimenti
- 2005: Aufsteiger des Jahres dalla Guida Gault Millau
- 2007: Guida Michelin, una Stella Michelin per il ristorante 44/Swissotel Berlin
- 2007: Guida Gault Millau, 18 punti per il ristorante 44/Swissotel Berlin
- 2008: Chef dell’Anno dalla Guida Gault Millau
- 2008: Guida Gault Millau, 18 punti per il ristorante MA/Hotel Adlon Berlin
- 2010: Guida Michelin, una Stella Michelin per il ristorante Tim Raue
- 2010: Guida Gault Millau, 18 punti per il ristorante Tim Raue
- 2011: Guida Gault Millau, 19 punti per il ristorante Tim Raue
- 2012: Guida Michelin, due Stelle Michelin per il ristorante Tim Raue
- 2013: Guida Michelin, un BibGourmand e Guida Gault Millau, 13 punti per La Soupe Populaire
- 2016: 34º posto nel The World’s 50 Best Restaurants nella rivista britannica Restaurant Magazine
- 2018: 37º posto nel The World’s 50 Best Restaurants nella rivista britannica Restaurant Magazine

## Pubblicazioni
- Aromen(r)evolution, casa editrice Christian 2008, ISBN 3-8847-2802-4
- Ich weiß, was Hunger ist: Von der Straßengang in die Sterneküche (con Stefan Adrian), casa editrice Piper 2011, ISBN 978-3-492-05446-1